# چخوریورد (آق‌سو)
چخوریورد (به لاتین: Çuxuryurd) یک منطقه مسکونی در جمهوری آذربایجان است که در شهرستان آق‌سو واقع شده است.